# François Gabriel
François Gabriel est un maître maçon et architecte français originaire d'Argentan, père de Jacques Ier Gabriel, il est l'ancêtre de la dynastie des maîtres maçons et architectes Gabriel.

## Biographie
La vie de François Gabriel n'est connu que par les marchés de travaux et les échanges de lettres avec ses maîtres d'ouvrage des ouvrages à la construction desquels il a participé pendant trente ans. Une procuration établie le 19 juillet 1610 trouvée aux Archives du département de la Manche a permis de confirmer que François Gabriel est bien le père de Jacques Ier Gabriel. G. de Banville émet l'hypothèse que Jacques Ier Gabriel est le filleul de Jacques II de Matignon.
Depuis 1592 il est qualifié de « maître-voyer en la duché d'Alençon ». Le duché d'Alençon a été rattaché à la couronne de France en 1563 et confié à François de Valois, quatrième fils d'Henri II et de Catherine de Médicis. Cette ville est rapidement un lieu d'échange entre architectes : Jacques Ier Androuet du Cerceau est le secrétaire de Monsieur, frère du roi, depuis 1577, et Jacques II Androuet du Cerceau en est l'architecte. C'est peut-être à Alençon que François Gabriel a rencontré les du Cerceau.
François Gabriel a travaillé au château de Carrouges en 1578-1579 où il a construit l'escalier principal à quatre noyaux.
François Gabriel a été l'architecte de Jacques II de Goyon de Matignon, lieutenant général du roi en basse Normandie en 1559, maréchal de France en 1579, gouverneur de la Guyenne en 1581. Il intervient pour la construction du château de Torigni. Les archives des princes de Monaco, héritiers des Matignon, permettent d'accéder à des lettres écrites par François Gabriel à Jacques de Matignon. Elles montrent que le chantier a commencé en 1581. La première lettre de François Gabriel date du 16 avril 1582 écrivant avoir terminé un « premier escalier » contre le « corps du danjeon ». Ce pavillon est terminé en 1584. À cette date, la construction du corps de logis unissant le nouveau pavillon au donjon a débuté ainsi que la maçonnerie du corps de galerie en retour au sud jusqu'au niveau du plancher du premier étage car on fait livrer les poutres su plancher. Les travaux se poursuivent en 1586 car un nouveau marché est passé avec « maistre François Gabriel, maistre architecteur de monseigneur le mareschal de Matignon » le 16 septembre 1586. Les travaux doivent être terminés en mars 1588 quand des matériaux se trouvant encore au château sont envoyés à Canisy. L'originalité de la façade du château de Torigni vient de ce que son élévation est entièrement couverte de bossages. C'est le premier exemple en France. Ce type de décor d'une élévation se trouve dans des dessins réalisés par Jacques Ier Androuet du Cerceau dans les années 1560 et 1570. Dans une lettre envoyée en avril 1582, François Gabriel a écrit : « voila la resollution que vous nous aviez accordée, a monsieur du Sarseaux et a moy ». On comprend de ce texte que, pour discuter des plans du château de Torigni avant le début des travaux, le maréchal de Matignon avait réuni François Gabriel et un membre de la famille Androuet du Cerceau, en 1580 ou 1581, plus probablement Jacques II, architecte du duc d'Alençon, mais par esprit courtisant, cela aurait pu être Baptiste Androuet du Cerceau, un architecte proche du roi Henri III et de Catherine de Médicis.
Hervé de Carbonnel, gendre du Maréchal de Matignon, a conclu le 19 mars 1588 un marché pour la construction d'un escalier dans son château de Canisy avec François Gabriel.
En 1592, il fait partie d'une commission chargée par le maréchal de Matignon d'expertiser les travaux réalisés par Louis de Foix au phare de Cordouan. Il est cité comme étant l'« architecte de Monseigneur le Mareschal de Matignon ».
Il construit le château de Fervaques, entre 1597 et 1602.
La procuration établie en 1610 par François Gabriel pour son fils Jacques Ier Gabriel permet de savoir qu'à cette date François Gabriel est à Dampierre. Le principe décoratif de l'élévation du château de Dampierre a été rapproché de celui des châteaux de Torigni et de Canisy. Marie-Hélène Since admet que François Gabriel est l'architecte des châteaux de Torigni, de Canisy, de Fervaques et de Dampierre, et le présente comme un « génie inventif » proposant des solutions variées et inédites.